# Graycassis chichester
Graycassis chichester är en spindelart som beskrevs av Norman I. Platnick 2000. Graycassis chichester ingår i släktet Graycassis och familjen Lamponidae. Inga underarter finns listade i Catalogue of Life.